# Mouvement de libération du Congo
Pour les articles homonymes, voir MLC.
 (juillet 2010).
Si vous disposez d'ouvrages ou d'articles de référence ou si vous connaissez des sites web de qualité traitant du thème abordé ici, merci de compléter l'article en donnant les références utiles à sa vérifiabilité et en les liant à la section « Notes et références ».
Le Mouvement de libération du Congo (en abrégé MLC) est un parti politique de la république démocratique du Congo. Il est créé en 1998 par Jean-Pierre Bemba Gombo qui en est l'actuel président. Ève Bazaiba est actuellement le secrétaire général du parti.

## Le MLC dans la deuxième guerre du Congo
Au cours de la deuxième guerre du Congo, le MLC opérait dans le nord de la république démocratique du Congo. Il contrôlait le territoire de la région de l'Équateur à partir de la ville de Gbadolite, « fief » de Jean-Pierre Bemba. L'Ouganda a soutenu le MLC dès sa fondation, leurs revendications communes les opposaient au Rassemblement congolais pour la démocratie d'Azarias Ruberwa soutenu par le Rwanda.

## Le MLC en République centrafricaine
Entre 25 octobre 2002 au 15 mars 2003, les troupes du MLC dirigées par Jean-Pierre Bemba apportent leur soutien au président centrafricain, Ange-Félix Patassé contre les « rebelles » de François Bozizé. Mis en place par le coup d'État du 15 mars 2003, le gouvernement de François Bozizé accuse le MLC d'exactions généralisées au cours de ces interventions.

## Le MLC dans le gouvernement de transition de la RDC
Avec la mise en place du Gouvernement de transition de la république démocratique du Congo (RDC), le 30 juin 2003, Jean-Pierre Bemba devient vice-président de la RDC (Joseph Kabila en devient le président) et le MLC devient donc un parti politique officiel, présent dans le gouvernement. En tant que participant au dialogue intercongolais, le général de brigade Malik Kijege, membre du MLC, est nommé responsable de la logistique militaire, alors que le major général Dieudonné Amuli Bahigwa est nommé responsable de la Marine. Deux des dix districts militaires de la RDC furent octroyés au MLC.

## Les démêlés judiciaires de Jean-Pierre Bemba
L'élection en 2006 de Joseph Kabila à la présidence de la république démocratique du Congo (RDC) ravive les tensions entre le MLC et le RDC. Le problème de l'intégration des soldats de Bemba dans l'armée régulière remet en cause la stabilité du pays. Un mandat d'arrêt pour haute trahison est lancé contre ce dernier qui trouve refuge au Portugal.
Cependant, les exactions commises en territoire centrafricain par le MLC en 2002-2003 sont dénoncées par la République centrafricaine de Francois Bozizé qui transmet le dossier à la Cour pénale internationale (CPI) en avril 2006. Le 16 mai 2007 un mandat d'arrêt international pour crimes de guerre et crimes contre l'humanité est lancé contre Jean-Pierre Bemba qui est arrêté à Bruxelles le 24 mai. Le 22 mars 2016, la CPI le déclare coupable de crimes de guerre (meurtre, viol et pillage) et crimes contre l'humanité (meurtre et viol) et le condamne le 20 juin 2016 à 18 années de prison. Il est cependant acquitté le 8 juin 2018 en appel.

## L'arrivée de François Muamba

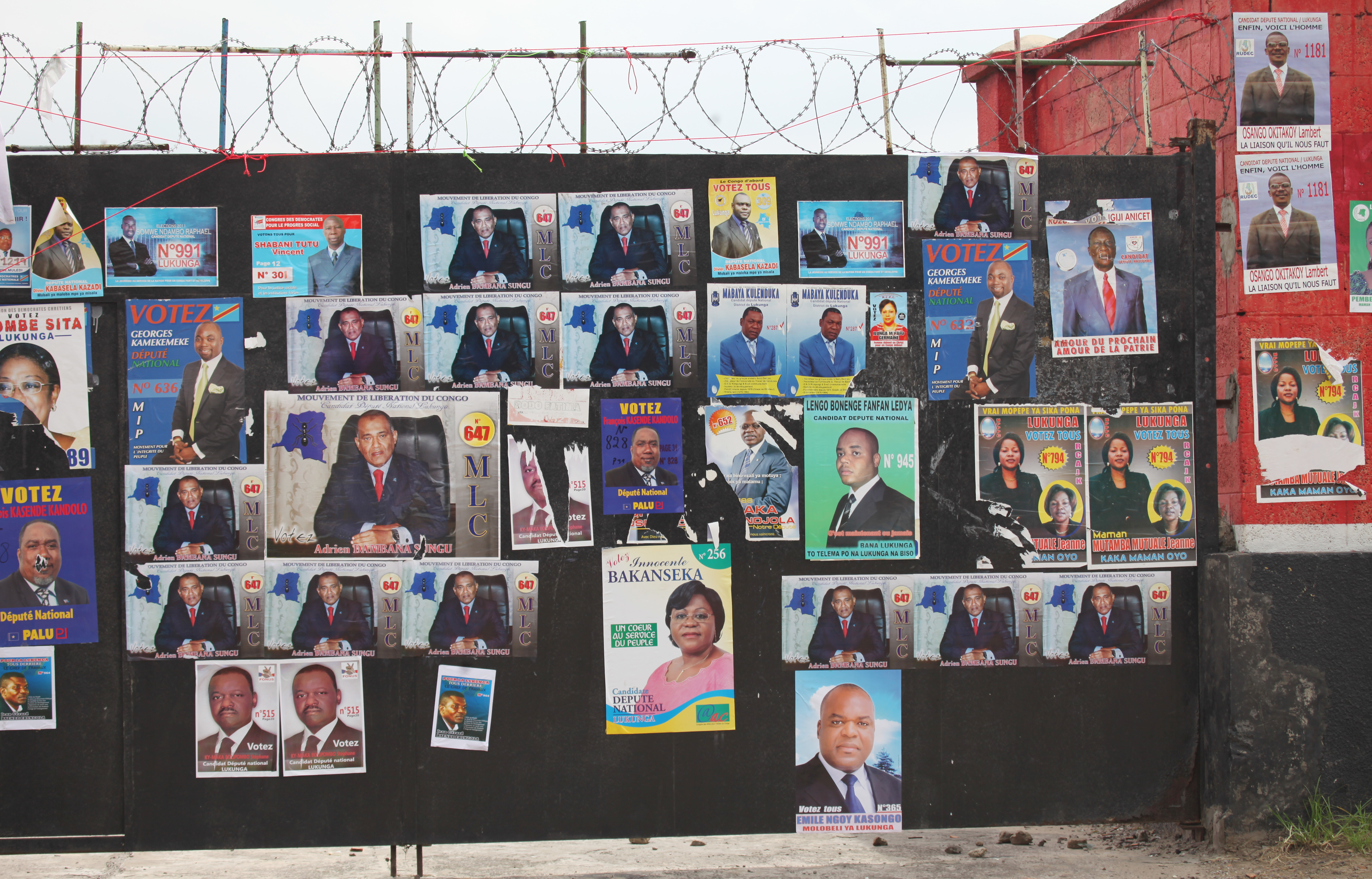
Affiches électorales d'Adrien Dambana Sungu (au centre gauche de l'image), candidat du MLC à Kinshasa pendant la campagne des élections législatives de 2011.

En juillet 1999, François Muamba Tshishimbi intègre le MLC où il exerce diverses fonctions, notamment : le secrétariat national chargé de l’Économie, Finances, Budget et Portefeuille et le secrétariat national aux Relations extérieures.
Après la mutation du MLC en parti politique, il est président fédéral du Kasaï Oriental avant d’être désigné secrétaire général, fonction qu’il exerce jusqu'en 2011.
En avril 2011, alors que Jean-Pierre Bemba est en prison depuis 2008 en attendant son procès pour crimes de guerre et crimes contre l'humanité devant la Cour pénale internationale, Muamba cherche à devenir président du MLC. Sa tentative échoue et il est révoqué de son poste de secrétaire-général et exclu du parti. Ensuite, il décide de créer sa propre plateforme d’opposition, baptisée « Alliance pour le Développement et la République (ADR) »,.

## Retour de Bemba
Bemba est acquitté devant la Cour pénale internationale (CPI) pour crimes de guerre et crimes contre l'humanité, mais tout de même condamné pour subornation de témoins. Il revient en république démocratique du Congo (RDC) en 2018 mais sa candidature à l'élection présidentielle de 2018 est invalidée par la Commission électorale nationale indépendante (CENI) en raison de sa condamnation devant la CPI.
Bemba et le MLC soutiennent la candidature de Martin Fayulu, le candidat de la coalition Lamuka. Fayulu revendique la victoire mais c'est Félix Tshisekedi qui est déclaré vainqueur.
Bemba devient un interlocuteur du nouveau président et plusieurs membres du MLC (Ève Bazaiba, Jean-Jacques Mbungani Mbanda, Gisèle Ndaya Luseba, Jean-Claude Molipe Mandongo) sont nommés au gouvernement Lukonde après la création de l'Union sacrée de la nation en décembre 2020. Bemba est nommé vice-Premier ministre et ministre de la Défense nationale dans le gouvernement Lukonde II en mars 2023. Fin septembre, Bemba et le MLC annoncent leur soutien à la candidature de Tshisekedi pour l'élection présidentielle prévue pour décembre 2023.

## Secrétaires
- Secrétaire général:
  - François Muamba Tshishimbi de décembre 2005 à avril 2011
  - Thomas Luhaka d'avril 2011 à décembre 2014
  - Ève Bazaiba depuis décembre 2014